# Pasternak zwyczajny
Pasternak zwyczajny (Pastinaca sativa L.) – gatunek rośliny z rodziny selerowatych (Apiaceae).

## Rozmieszczenie geograficzne
Rodzimy obszar jego występowania to Europa i część Azji (Turcja, Kaukaz i Syberia Zachodnia). Rozprzestrzenił się jako gatunek zawleczony w Australii i Nowej Zelandii, Kanadzie, na niektórych rejonach Afryki, Ameryki Południowej i Azji tropikalnej. W Polsce jego status jest niejasny; uważany bywa za gatunek rodzimy lub archeofit. Rośnie dziko i jest bardzo pospolity na całym niżu i w niższych położeniach górskich. Jego odmiana jest także uprawiana jako warzywo.

## Morfologia

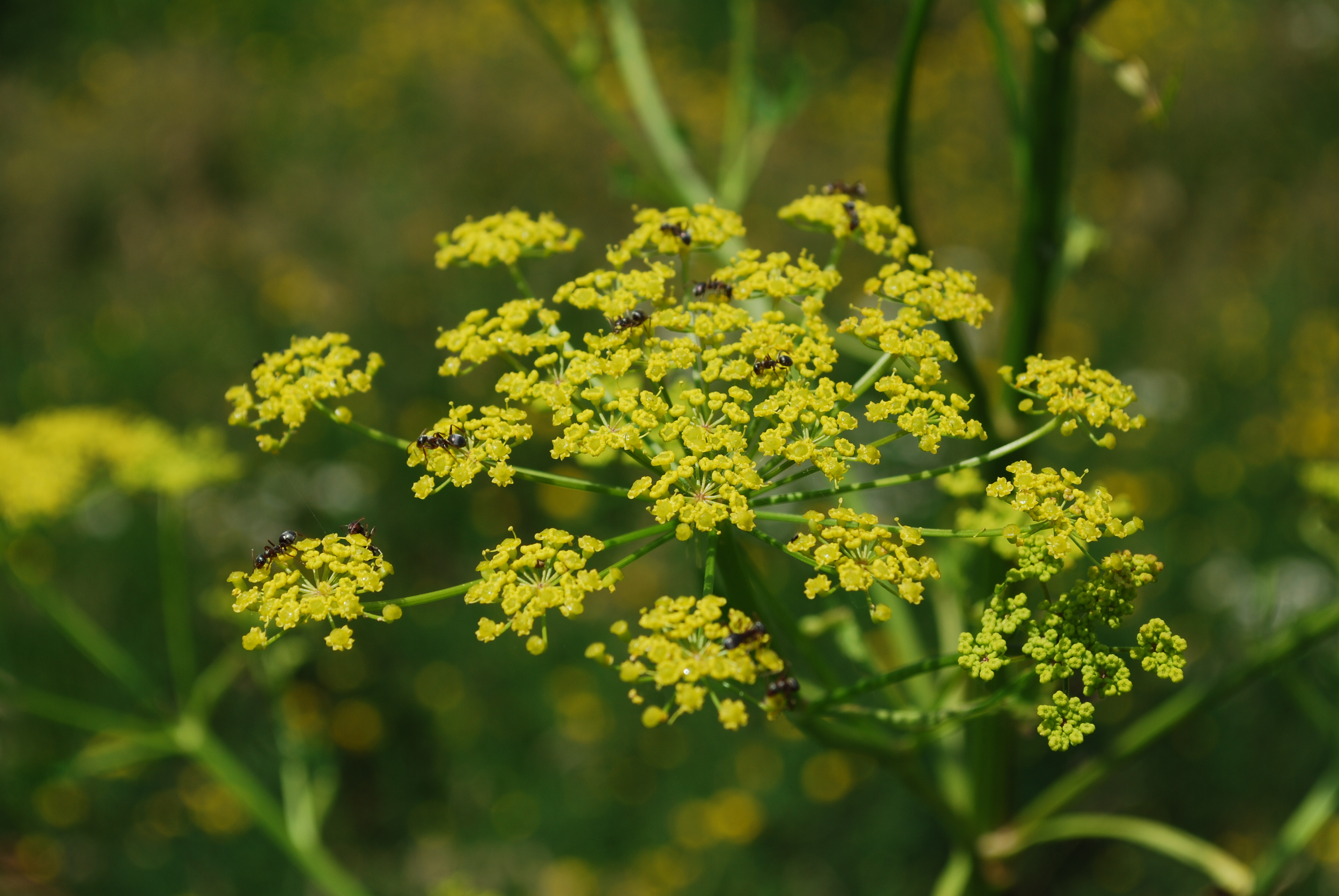
Kwiatostan

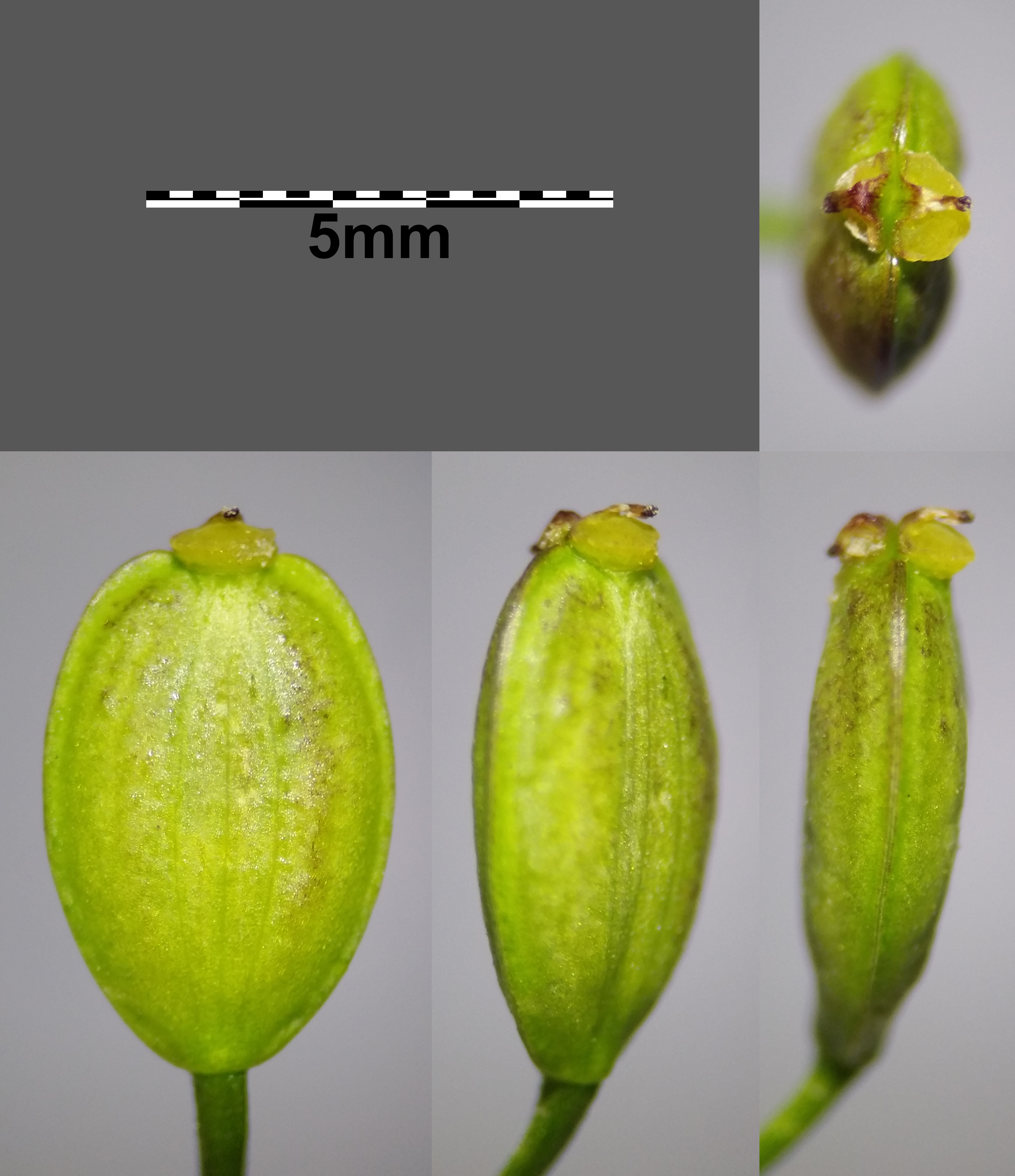
Owoce

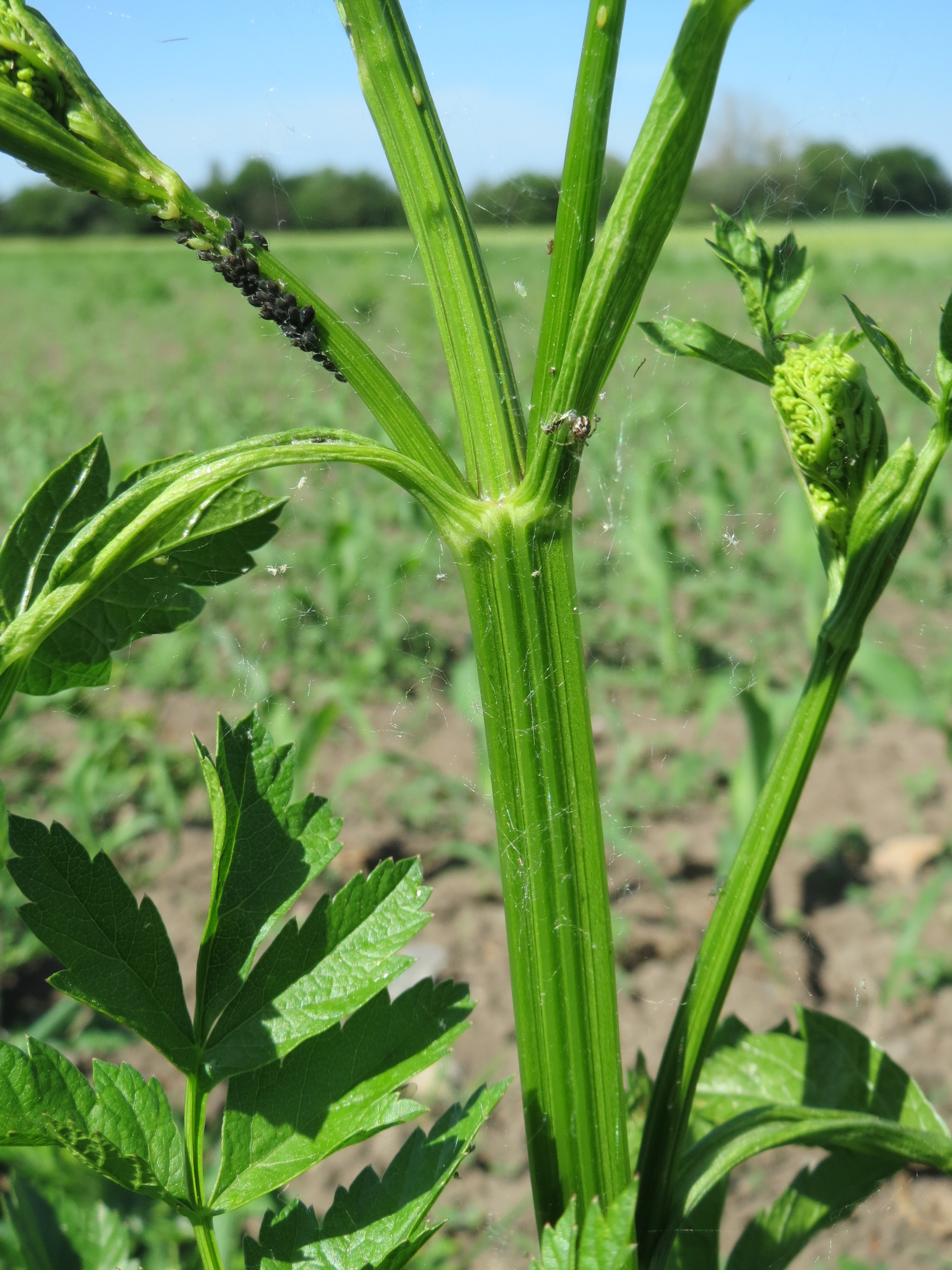
Kanciasta łodyga

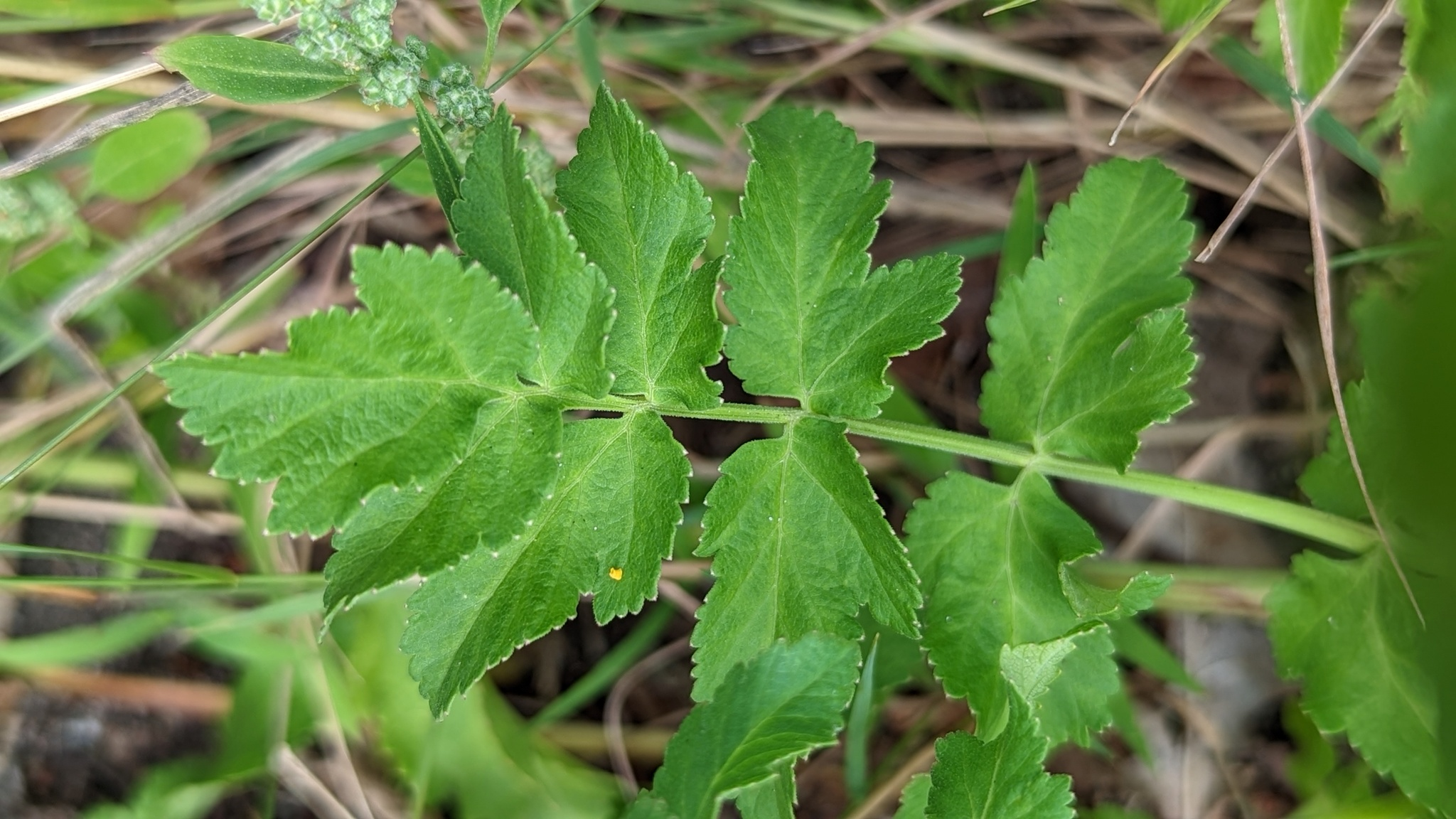
Liść

PokrójW pierwszym roku wytwarza odziomkową rozetę wyprostowanych liści o wysokości ok. 40 cm. W drugim roku wytwarza łodygi kwiatonośne o wysokości do 120 cm, kanciasto bruzdowane, u podstawy delikatnie owłosione, rozgałęzione w górnej części.
KorzeńU dzikich roślin cienki i wcześnie drewniejący, u odmian uprawnych gruby, jadalny o charakterze spichrzowym. Kształt wydłużony (do 35 cm), o białym, silnie pachnącym miąższu.
LiściePojedynczo pierzaste; odziomkowe ogonkowe, składające się z 4–7 par podługowatych listków o ząbkowanym brzegu, listek szczytowy trójklapowy. Liście łodygowe siedzące na pochwiastych nasadach.
KwiatyZebrane w baldach złożony o 5-20 szypułach. Pokryw i pokrywek w ogóle brak lub składają się tylko z 1-2 listków. W kwiatostanie wszystkie kwiaty są obupłciowe lub część z nich to kwiaty męskie (w bocznych baldaszkach). Kielich ma 5 niewyraźnych ząbków. Płatki korony żółte z łatką na szczycie. Pręcików 5.
OwocRozłupnia rozpadająca się na dwie spłaszczone, szerokoeliptyczne rozłupki. Mają 5 żeber, boczne są oskrzydlone, grzbietowe wystające.

## Biologia

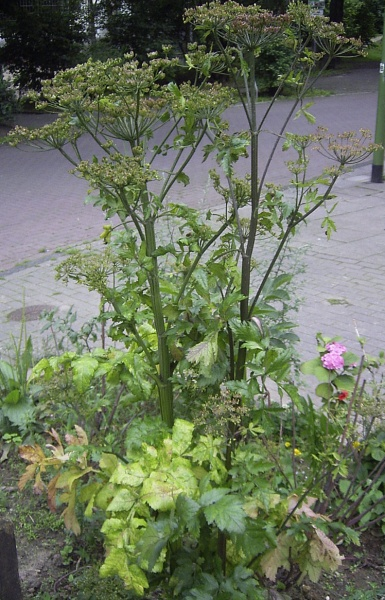
Pokrój

RozwójRoślina dwuletnia, geofit. Kwitnie od lipca do września, kwiaty przedprątne, zapylane przez muchówki, motyle, lub samopylne.
GenetykaLiczba chromosomów 2n = 22.

## Ekologia
SiedliskoRoślina synantropijna. Rośnie na miedzach, łąkach, śmietniskach, przydrożach, nieużytkach, terenach kolejowych i przemysłowych, a także na polach uprawnych jako chwast. Często występuje w murawach pomiędzy polami i rzekami. Jest rośliną światłolubną, ciepłolubną i azotolubną. Wymaga gleb przepuszczalnych i żyznych. W klasyfikacji zbiorowisk roślinnych gatunek charakterystyczny dla All. Arrhenatherion, Ass. Arrhenathereteum, gatunek wyróżniający dla Onopordetalia.
Korelacje międzygatunkoweNa liściach pasożytuje grzybopodobny lęgniowiec Plasmopara pastinacae wywołujący mączniaka rzekomego, mączniak Erysiphe heraclei wywołujący mączniaka prawdziwego, szpetczak Protomyces macrosporus, skoczkowiec Synchytrium aureum i grzyb Uromyces lineolatus. Żeruje na nim kilka gatunków owadów minujących, mszyc, owadów tworzących galasy i innych owadów.

## Systematyka
ZmiennośćWystępuje w dwóch lub trzech podgatunkach:
- Pastinaca sativa L. subsp. sativa,
- Pastinaca sativa L. subsp. sylvestris (Mill.) Rouy & E. G. Camus,
- Pastinaca sativa L. subsp. urens (Req. ex Godr.) Čelak. (syn. Pastinaca urens Req. ex Godr., Pastinaca opaca Bernh. ex Hornem.) – pasternak ćmy – w niektórych ujęciach podnoszony do rangi odrębnego gatunku[9][16]. Wyróżnia się łodygą kreskowaną, a nie bruzdowaną; liści złożonymi z co najwyżej 4 par listków; baldachem złożonym z co najwyżej 7 baldaszków o równych szypułach[9].

## Zastosowanie

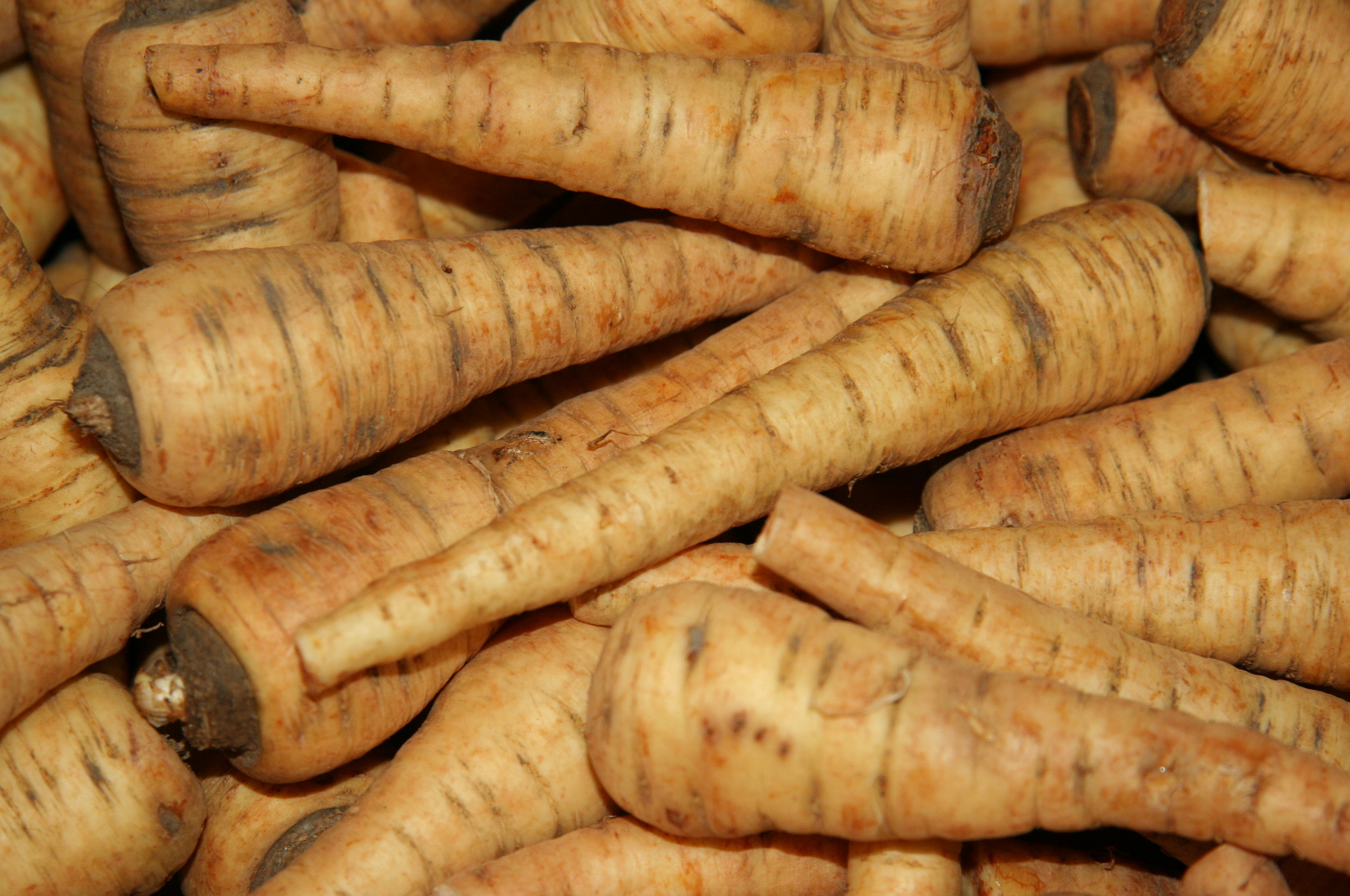
Korzenie odmiany uprawnej

- Roślina uprawna: kultywar P. sativa subsp. sativa var. sativa jest uprawiany jako warzywo. Jadalny jest gruby, mięsisty i słodki korzeń, przypominający wyglądem korzeń pietruszki. Zawiera dużo białka, skrobię, pektyny i sporo witaminy C[12]. Uprawiany był już przez starożytnych Greków i Rzymian. Na ucztach Rzymian podawany był przed innymi potrawami, w celu pobudzenia apetytu. Rzymianie wytwarzali też specjalne wino pasternakowe, olejki oraz soki i syropy z ziela i maści z pasternaku zmieszanego z oliwą lub miodem. Ma smak podobny do pietruszki, jest od niej jednak bardziej słodki, z tego też powodu był dawniej używany do słodzenia. Nie ma tak specyficznego i silnego aromatu, jak pietruszka, dzięki czemu może być używany nie tylko jako przyprawa, ale jako samodzielne danie. Można z niego gotować zupę, starty lub posiekany używać jako surówkę, jako pure zamiast ziemniaków, smażyć z innymi warzywami, robić z niego chipsy. Gotowany korzeń używa się do gulaszu i potrawek. Ze startych korzeni można wykonywać placki w taki sam sposób, jak placki ziemniaczane. Karmelizowany pasternak można podawać jako deser[17].

- Jadalny jest również dziko rosnący pasternak zwyczajny. Smakuje podobnie, jak ogrodowy, ma jednak cieńszy i twardszy korzeń. Można z niego gotować zupę. Również młode liście są jadalne, a nasiona można używać jako przyprawę[20].
- Roślina lecznicza: surowcem zielarskim jest korzeń pasternaku – Radix Pastinacae i owoc – Fructus Pastinacae. Wytwarza się z niego olejek pasternakowy – Oleum pastinacae. Zawiera furanokumaryny (izopimpinelina, sfondyna, bergapten, imperatoryna), flawonoidy (izoramnatyna, izokwertycyna, rutyna) oraz olejki eteryczne. Wykazuje działanie uspokajające, moczopędne, pobudza trawienie i reguluje krążenie. Używany jest pomocniczo w leczeniu chorób kobiecych[17].
- Jest surowcem do produkcji preparatów używanych w leczeniu chorób skórnych: łysienia plackowatego i bielactwa nabytego[17].